# Де Леви, Элка
Элка де Леви (нидерл. Elka de Levie, 21 ноября 1905 года — 29 декабря 1979 года) — нидерландская гимнастка. В составе сборной Нидерландов по гимнастике завоевала золотую медаль на Олимпиаде 1928 года в своём родном Амстердаме.
Как и остальные члены сборной (Эстелла Агстериббе, Хелена Нордхайм, Анна Дресден-Поляк и Юдика Симонс), а также тренер сборной Геррит Клиркофер, была еврейкой и подверглась преследованиям во время Второй мировой войны, но выжила.
Была замужем за Боазом, но развелась в 1943 году. Умерла в безвестности в 1979 году.
В 1997 году вся сборная Нидерландов по гимнастике была включена в Международный еврейский спортивный зал славы.